# Medborgarplatsen, Degerfors

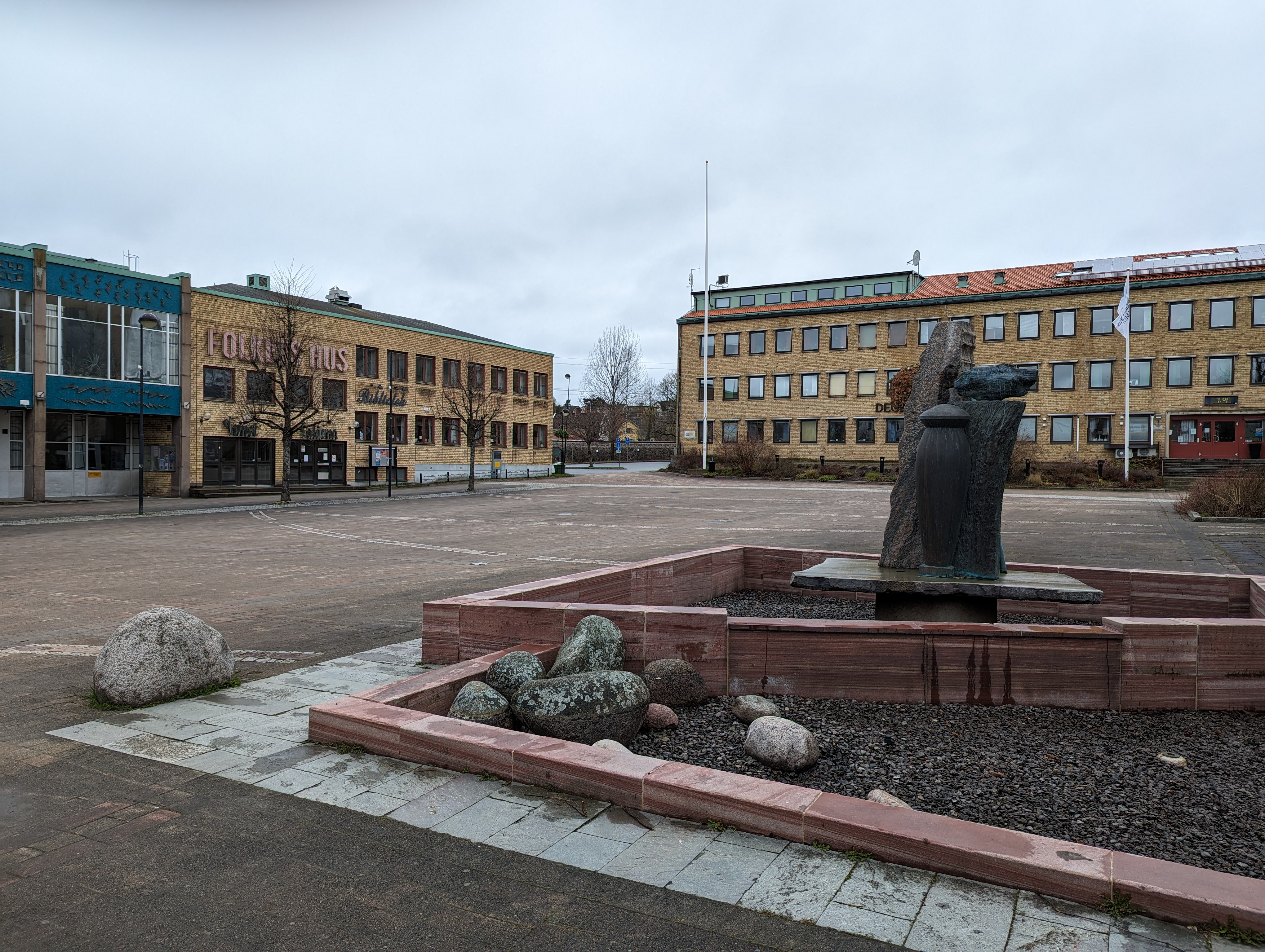
Medborgarplatsen i Degerfors, 2024.

Medborgarplatsen är ett torg i centrala Degerfors.
Degerfors bibliotek, Degerfors kommunkontor, Folkets hus och större delen av centrumbebyggelsen ligger vid Medborgarplatsen.